# جان-لويس بيتي (ملحن)
جان-لويس بيتي (بالفرنسية: Jean-Louis Petit)‏ هو معلم موسيقى وملحن فرنسي، ولد في 20 أغسطس 1937.

## وصلات خارجية
- جان-لويس بيتي على موقع ميوزك برينز (الإنجليزية)
- جان-لويس بيتي على موقع أول ميوزيك (الإنجليزية)
- جان-لويس بيتي على موقع ديسكوغز (الإنجليزية)